# Étoile de Bessèges 2014
L'Étoile de Bessèges 2014, quarantaquattresima edizione della corsa e valida come prova del circuito UCI Europe Tour 2014 categoria 2.1, si svolgerà in cinque tappe dal 5 febbraio al 9 febbraio 2014, su un percorso totale di 622 km con partenza da Bellegarde e arrivo a Alès. Fu vinta dallo svedese Tobias Ludvigsson, che si impose in 14 ore 43 minuti e 35 secondi, alla media di 42,23 km/h.
Al traguardo di Alès 129 ciclisti portarono a termine la competizione.

## Tappe
| Tappa  | Data       | Percorso                      | km  | Vincitore di tappa | Leader cl. generale |
| ------ | ---------- | ----------------------------- | --- | ------------------ | ------------------- |
| 1ª     | 5 febbraio | Bellegarde > Beaucaire        | 154 | Sander Helven      | Sander Helven       |
| 2ª     | 6 febbraio | Nîmes > Saint-Ambroix         | 149 | Nacer Bouhanni     | Sander Helven       |
| 3ª     | 7 febbraio | Bessèges > Bessèges           | 152 | Bryan Coquard      | Sander Helven       |
| 4ª     | 8 febbraio | Goudargues > Laudun-l'Ardoise | 156 | Bryan Coquard      | Sander Helven       |
| 5ª     | 9 febbraio | Alès (cron. individuale)      | 11  | Tobias Ludvigsson  | Tobias Ludvigsson   |
| Totale | Totale     | Totale                        | 622 |                    |                     |

## Squadre e corridori partecipanti
| N.    | Cod. | Squadra                    |
| ----- | ---- | -------------------------- |
| 1-8   | FDJ  | FDJ.fr                     |
| 11-18 | CCC  | CCC Polsat-Polkowice       |
| 21-28 | COF  | Cofidis, Solutions Credits |
| 31-38 | LTB  | Lotto-Belisol Team         |
| 41-48 | EUC  | Team Europcar              |
| 51-58 | CJR  | Caja Rural-Seguros RGA     |
| 61-68 | ALM  | AG2R La Mondiale           |
| 71-78 | GIA  | Team Giant-Shimano         |
| 81-88 | COL  | Colombia                   |
| 91-98 | WBC  | Wallonie-Bruxelles         |

| N.      | Cod. | Squadra                      |
| ------- | ---- | ---------------------------- |
| 101-108 | BSE  | Bretagne-Séché Environnement |
| 111-118 | WGG  | Wanty-Groupe Gobert          |
| 121-128 | BIG  | BigMat-Auber 93              |
| 131-138 | TSV  | Topsport Vlaanderen-Baloise  |
| 141-148 | RLM  | Roubaix-Lille Metropole      |
| 151-158 | BAR  | Bardiani Valvole-CSF Inox    |
| 161-168 | LPM  | La Pomme Marseille 13        |
| 171-178 | SKT  | An Post-Chainreaction        |
| 181-188 | WIL  | Vérandas Willems             |
| 191-198 | TIK  | Itera-Katusha                |

## Dettagli delle tappe

### 1ª tappa
- 5 febbraio: Beaucaire > Beaucaire – 154 km

Risultati
| Pos. | Corridore         | Squadra        | Tempo    |
| ---- | ----------------- | -------------- | -------- |
| 1    | Sander Helven     | Topsport Vl.   | 3h27'02" |
| 2    | Laurens De Vreese | Wanty          | s.t.     |
| 3    | Benoît Jarrier    | Bretagne-Séché | s.t.     |

| Pos. | Corridore         | Squadra        | Tempo    |
| ---- | ----------------- | -------------- | -------- |
| 1    | Sander Helven     | Topsport Vl.   | 3h26'50" |
| 2    | Laurens De Vreese | Wanty          | a 5"     |
| 3    | Benoît Jarrier    | Bretagne-Séché | s.t.     |

### 2ª tappa
- 6 febbraio: Nîmes > Saint-Ambroix – 149 km

Risultati
| Pos. | Corridore        | Squadra       | Tempo    |
| ---- | ---------------- | ------------- | -------- |
| 1    | Nacer Bouhanni   | FDJ.fr        | 3h32'55" |
| 2    | John Degenkolb   | Giant-Shimano | s.t.     |
| 3    | Jaŭhen Hutarovič | AG2R La Mond. | s.t.     |

| Pos. | Corridore         | Squadra        | Tempo    |
| ---- | ----------------- | -------------- | -------- |
| 1    | Sander Helven     | Topsport Vl.   | 6h59'45" |
| 2    | Laurens De Vreese | Wanty          | a 5"     |
| 3    | Benoît Jarrier    | Bretagne-Séché | s.t.     |

### 3ª tappa
- 7 febbraio: Bessèges > Bessèges – 152 km

Risultati
| Pos. | Corridore      | Squadra       | Tempo    |
| ---- | -------------- | ------------- | -------- |
| 1    | Bryan Coquard  | Europcar      | 3h46'11" |
| 2    | Nacer Bouhanni | FDJ.fr        | s.t.     |
| 3    | John Degenkolb | Giant-Shimano | s.t.     |

| Pos. | Corridore      | Squadra        | Tempo     |
| ---- | -------------- | -------------- | --------- |
| 1    | Sander Helven  | Topsport Vl.   | 10h45'56" |
| 2    | Benoît Jarrier | Bretagne-Séché | a 5"      |
| 3    | Boris Dron     | Wallonie       | a 12"     |

### 4ª tappa
- 8 febbraio: Goudargues > Laudun-l'Ardoise – 156 km

Risultati
| Pos. | Corridore      | Squadra       | Tempo    |
| ---- | -------------- | ------------- | -------- |
| 1    | Bryan Coquard  | Europcar      | 3h41'28" |
| 2    | John Degenkolb | Giant-Shimano | s.t.     |
| 3    | Tony Gallopin  | Lotto-Belisol | s.t.     |

| Pos. | Corridore      | Squadra        | Tempo     |
| ---- | -------------- | -------------- | --------- |
| 1    | Sander Helven  | Topsport Vl.   | 14h27'24" |
| 2    | Benoît Jarrier | Bretagne-Séché | a 5"      |
| 3    | Boris Dron     | Wallonie       | a 12"     |

### 5ª tappa
- 9 febbraio: Alès cronometro individuale – 11 km

Risultati
| Pos. | Corridore         | Squadra       | Tempo  |
| ---- | ----------------- | ------------- | ------ |
| 1    | Tobias Ludvigsson | Giant-Shimano | 15'38" |
| 2    | Jérôme Coppel     | Cofidis       | a 4"   |
| 3    | Sonny Colbrelli   | Bardiani-CSF  | a 11"  |

| Pos. | Corridore         | Squadra       | Tempo     |
| ---- | ----------------- | ------------- | --------- |
| 1    | Tobias Ludvigsson | Giant-Shimano | 14h43'35" |
| 2    | Jérôme Coppel     | Cofidis       | a 4"      |
| 3    | John Degenkolb    | Giant-Shimano | a 5"      |

## Classifiche finali

### Classifica generale
| Pos. | Corridore          | Squadra        | Tempo     |
| ---- | ------------------ | -------------- | --------- |
| 1    | Tobias Ludvigsson  | Giant-Shimano  | 14h43'35" |
| 2    | Jérôme Coppel      | Cofidis        | a 4"      |
| 3    | John Degenkolb     | Giant-Shimano  | a 5"      |
| 4    | Benoît Jarrier     | Bretagne-Séché | a 7"      |
| 5    | Arthur Vichot      | FDJ.fr         | s.t.      |
| 6    | Jérémy Roy         | FDJ.fr         | a 14"     |
| 7    | Tony Gallopin      | Lotto-Belisol  | a 23"     |
| 8    | Rein Taaramäe      | Cofidis        | a 33"     |
| 9    | Frederik Veuchelen | Wanty          | a 36"     |
| 10   | Sander Helven      | Topsport Vl.   | s.t.      |

### Classifica a punti
| Pos. | Corridore        | Squadra        | Punti |
| ---- | ---------------- | -------------- | ----- |
| 1    | John Degenkolb   | Giant-Shimano  | 65    |
| 2    | Bryan Coquard    | Europcar       | 62    |
| 3    | Romain Feillu    | Bretagne-Séché | 34    |
| 4    | Sander Helven    | Topsport Vl.   | 29    |
| 5    | Jaŭhen Hutarovič | AG2R La Mond.  | 29    |

### Classifica scalatori
| Pos. | Corridore         | Squadra       | Punti |
| ---- | ----------------- | ------------- | ----- |
| 1    | Clément Koretzky  | Bretagne      | 28    |
| 2    | Arthur Vichot     | FDJ.fr        | 22    |
| 3    | Rémy Di Grégorio  | La Pomme Mar. | 20    |
| 4    | Alexis Vuillermoz | AG2R La Mond. | 20    |
| 5    | Julien Fouchard   | Cofidis       | 10    |

### Classifica giovani
| Pos. | Corridore         | Squadra       | Punti     |
| ---- | ----------------- | ------------- | --------- |
| 1    | Tobias Ludvigsson | Giant-Shimano | 14h43'35" |
| 2    | Bryan Coquard     | Europcar      | a 42"     |
| 3    | Yves Lampaert     | Topsport Vl.  | a 48"     |
| 4    | Sean De Bie       | Lotto-Belisol | a 1'03"   |
| 5    | Fernando Grijalba | Caja Rural    | a 1'12"   |

### Classifica a squadre
| Pos. | Squadra                   | Tempo     |
| ---- | ------------------------- | --------- |
| 1    | Team Giant-Shimano        | 44h11'49" |
| 2    | Cofidis                   | a 6"      |
| 3    | Bardiani Valvole-CSF Inox | a 28"     |
| 4    | CCC Polsat-Polkowice      | a 45"     |
| 5    | Lotto-Belisol Team        | a 46"     |